# Augustus Radcliffe Grote
Augustus Radcliffe Grote, född 7 februari 1841 i Liverpool, England, men bosatt i USA från sju års ålder till 1884, död 12 september 1903 i Hildesheim, Tyskland, var en entomolog, huvudsakligen intresserad av fjärilar.

## Biografi
Augustus Radcliffe Grote föddes i Liverpool i England. Hans mor var från Wales och hans far från Tyskland. När han var sju år gammal flyttade han med föräldrarna till en gård på Staten Island i delstaten New York i USA. Redan under skoltiden var han intresserad av att samla in insekter. Han hoppades kunna komma in på Harvard University, men faderns investeringar i det nya landet föll inte väl ut och familjen drogs med en ansträngd ekonomi, som inte möjliggjorde att sonen studerade på Harvard. Istället studerade Grote i Europa. Något senare i livet, 1874, avlade han akademisk examen från Lafayette College i Pennsylvania i USA.
Grotes första arbete om fjärilar publicerades 1862. Under sitt liv skrev han hundratals artiklar som publicerades i olika tidskrifter och ett antal bokverk om fjärilar, varav flera tillsammans med den amerikanske entomologen Coleman Townsend Robinson. Grote blev snart en auktoritet på fjärilars taxonomi, speciellt vad gäller nattflyn (Noctuidae).
Under tidigt 1870-tal flyttade Grote till Alabama, där han studerade fjärilen Alabama argillacea, ett nattfly som är skadegörare på bomull. År 1873 dog hans fru Julia i barnsäng vid födseln av deras andra barn, och Grote flyttade efter det till Buffalo, New York, där han arbetade för Buffalo Society of Natural Sciences, bland annat som museumdirektör. Han blev även ansvarig utgivare för Bullentin of the Buffalo Society of Natural History och för en kortlivad facktidskrift, The North American Entomologist.
År 1880 dog hans far och Grote flyttade då tillbaka till Staten Island. År 1884 lämnade han USA för gott och flyttade till Tyskland, först till Bremen och sedan till Hildesheim. Grote fortsatte även efter flytten till Tyskland att skriva för amerikanska tidskrifter. Han gifte om sig och med sin andra fru, Gesa Maria, fick han en son, Louis Ruyter Radcliffe Grote, som blev läkare. Grote dog 1903 i Hildesheim efter att ha drabbats av endokardit.
De sista nio åren av sitt liv var Augustus Radcliffe Grote hederscurator vid Roemer Museum i staden Hildesheim. Hans stora insektssamling såldes till British Museum i London. Nästan 1 250 av Grote givna vetenskapligt namn på arter förekommer ännu i dagens nomenklatur, många med status som synonymer. Därtill finns över 140 givna namn som hedrar Grote och Robinson.